# Reckitt Benckiser
Reckitt Benckiser este o companie britanică ale cărei produse de curățire se comercializează în peste 180 de țări.
Istoria companiei începe din anul 1814.
Reckitt Benckiser este cel mai mare producător mondial de produse de curățat.
Printre mărcile firmei se numără Cillit Bang, Calgon și Vanish.